# Хаменгкубувоно I
Хаменгкубувоно I (также Хаменгкубувана I, HK I, индон. Hamengkubuwono I, Hamengkubuwana I, HK I) — основатель султаната Джокьякарта, национальный герой Индонезии. Полный титул — Шри Султан Хаменгкубувоно I Сенопати Инг Нгалага Сайидин Панатагама Калифатулах(индон. Sri Sultan Hamengkubuwono I Senopati Ing Ngalaga Sayidin Panatagama Kalifatulah). Настоящее имя — Раден Мас Суджана (индон. Raden Mas Sujana).

## Биография
В молодости Суджана был известен как принц Мангкубуми (индон. Mangkubumi). Он был сыном правителя султаната Матарам султана Пакабувоно II, также известного как Прабу (индон. Prabu) и братом наследника престола Пакабувоно II. Когда после смерти отца между наследниками возник спор из-за того, кто должен управлять Матарамом, принц Мангкубуми начал войну против своего брата. Пакабувоно оказывала поддержку Голландская Ост-Индская компания, желавшая видеть его послушным правителем Центральной Явы. Эта война получила название «Третьей войной за престолонаследие в Матараме».
Во время войны армией Мангкубуми командовал талантливый военачальник Раден Мас Саид (индон. Raden Mas Said). Его войска разгромили армию Пакабувоно под Гробоганом (индон. Grobogan), Демаком (индон. Demak) и на реке Боговонто(индон. Bogowonto). В 1749 году, в разгар войны, Пакабувоно II умер; султаном Матарама стал его сын Пакубувоно III. В 1751 году, во втором сражении на реке Боговонто голландская армия была разбита войсками Мангкубуми. В 1755 году война за престолонаследие закончилось заключением Гиянтского соглашения. Согласно этому соглашению, Матарам был разделён на два государства — султанат Суракарта (в нём правителем стал Пакубувоно III) и султанат Джокьякарта, в котором стал править принц Мангкубуми, получивший имя Хаменгкубувоно I. В столице нового государства был построен великолепный дворец султана. Позже было создано небольшое государство Мангкунегаран, в котором стал править Раден Мас Саид, получивший имя Мангкунегара I.
Султан Хаменгкубувоно умер 24 марта 1792 года и был похоронен в Королевском кладбище Астана Касуварган (индон. Astana Kasuwargan)в Имогири. На престоле его сменил его сын Хаменгкубувоно II.